# Jeremy Lloyd
John Jeremy Lloyd (ur. 22 lipca 1930 w Danbury, zm. 23 grudnia 2014 w Londynie) – brytyjski aktor i scenarzysta telewizyjny i filmowy, współpracował z Davidem Croftem, przy powstaniu kilka seriali komediowych, w tym bardzo popularnego Are You Being Served? oraz ’Allo ’Allo!.

## Kariera
Jako młodzieniec Lloyd pracował przez dwa lata jako młodszy sprzedawca w ekskluzywnym domu towarowym w Londynie. W latach 60. stał się wziętym aktorem komediowym, popularnym również w USA, gdzie uważano go za specjalistę od parodii snobistycznych Anglików z wyższych sfer. Współpracował m.in. z zespołem The Beatles, grając w filmach Noc po ciężkim dniu i Help!.
Na początku lat 70. został obsadzony w głównej roli w powstającym serialu It's Awfully Bad for Your Eyes, Darling. Władze BBC nie były zachwycone pierwszą wersją scenariusza, dlatego poprosiły renomowanego już wówczas producenta i scenarzystę Davida Crofta, aby spróbował przepracować jego fabułę. Croftowi projekt nie przypadł do gustu, nie chciał nad nim pracować i serial został zamknięty już po jednej serii. W czasie ich częstych spotkań związanych z tą produkcją, Lloyd opowiedział Croftowi o swoim własnym pomyśle na sitcom, opartym na jego doświadczeniach w domu towarowym. Tak narodziło się Are You Being Served?, przez pierwsze osiem serii pisane wspólnie przez Lloyda i Crofta (ostatnie dwie Lloyd napisał sam), które stało się pierwszym sukcesem duetu.
Po dwóch niezbyt udanych próbach stworzenia nowego serialu (Podróż pani Noah i Oh Happy Band, oba zamknięte po jednej serii), w 1982 Croft i Lloyd zaprezentowali odcinek pilotażowy produkcji opowiadającej o losach Francuzów, Niemców, Anglików i innych nacji, których los rzucił w czasie II wojny światowej do małego miasteczka w okupowanej Francji. ’Allo ’Allo! doczekało się dziewięciu serii, z których pierwsze sześć Lloyd napisał wraz z Croftem, a trzy ostatnie z Paulem Adamem. Równolegle, w latach 80. brał udział w projekcie Captain Beaky and His Band, w ramach którego brytyjscy celebryci recytowali napisane przez Lloyda wiersza z towarzyszeniem muzyki autorstwa Jima Parkera.
W latach 1992–93 Croft i Lloyd znów pracowali razem, wracając jednocześnie do bohaterów Are You Being Served?. Napisany przez nich serial Grace & Favour (w Polsce znany też jako Hotel na peryferiach) opowiadał o perypetiach tych postaci po przejściu na emeryturę. Po zakończeniu tej produkcji obaj autorzy napisali jeszcze zamknięty szybko serial Which Way to the War, po czym na emeryturę przeszedł też sam Lloyd. W 2007 przerwał ją na chwilę, aby pokierować pracami grupy scenarzystów przygotowujących Powrót ’Allo ’Allo!.

## Życie prywatne
Lloyd był dwukrotnie żonaty. W latach 1955–62 jego żoną była modelka Dawn Bailey. Później, przez niespełna pół roku w 1970, był żonaty z aktorką Joanną Lumley.